# Brandon T. Jackson
Timothy Brandon Jackson (Detroit, 6 de março de 1984) é um ator e comediante norte-americano.

## Biografia
Brandon nasceu em Detroit, Michigan, filho do bispo Wayne T. Jackson, pregador do Great Faith Ministries International. Jackson estudou no West Bloomfield High School. Após a formatura, Ele se mudou para Los Angeles para ser comediante. Ele alega ter sido "descoberto" no Laugh Factory. O seu papel como "Junior" no filme "Roll Bounce" fez ele ganhar o Black Reel Award 2006 por Performance estreante. Em 2006, Jackson foi o anfitriã do "Up Close and Personal Tour", junto com Chris Brown, Ne-Yo, Lil Wayne, Juelz Santana e Dem Franchize Boyz. Ele estrelou no show "Wild 'N Out", com Nick Cannon, e também "Trovão Tropical" como Al Pacino. Brandon faz o papel do personagem Grover Underwood, da franquia Percy Jackson

## Filmografia
| Ano  | Título                             | Papel               | Notas                         |
| ---- | ---------------------------------- | ------------------- | ----------------------------- |
| 2001 | Nikita Blues                       | Tyrone              |                               |
| 2005 | House of Grimm                     | Desconhecido        |                               |
| 2005 | Envy                               | Desconhecido        |                               |
| 2005 | Roll Bounce                        | Junior              |                               |
| 2007 | Super Sweet 16: The Movie          | Brian               |                               |
| 2007 | This Christmas                     | El Rey MC           |                               |
| 2007 | Big Stan                           | Brandon Jackson     |                               |
| 2008 | Cuttin Da Mustard                  | Rolo                |                               |
| 2008 | Approaching Midnight               | Artie               |                               |
| 2008 | A Talent for Trouble               | Niles Wellington    |                               |
| 2008 | Tropic Thunder                     | Alpa Chino - Hot LZ |                               |
| 2008 | Days of Wrath                      | Lil 1               |                               |
| 2008 | The Day the Earth Stood Still      | Target Tech         |                               |
| 2009 | Fast & Furious                     | Alex                |                               |
| 2009 | Rogue's Gallery                    | Tower               |                               |
| 2010 | Tooth Fairy                        | Duke                |                               |
| 2010 | Percy Jackson e o Ladrão de Raios  | Grover Underwood    | Um dos personagens principais |
| 2010 | Bilhete de Loteria                 | Benny               |                               |
| 2011 | Vovó... Zona 3: Tal Pai, Tal Filho | Trent               | Um dos personagens principais |
| 2012 | Thunderstruck                      | Alan                |                               |
| 2013 | Percy Jackson e o Mar de Monstros  | Grover Underwood    | Um dos personagens principais |
| 2013 | Os Smurfs 2                        |                     | Dublador                      |